# Snowboard nos Jogos Olímpicos de Inverno de 2018
As competições de snowboard nos Jogos Olímpicos de Inverno de 2018 foram realizadas no Parque de Neve Phoenix, localizado em Bongpyeong-myeon, e no Centro de Salto de Esqui Alpensia (apenas o big air), em Daegwallyeong-myeon, ambos em Pyeongchang. Dez eventos ocorreram entre 10 e 24 de fevereiro.
Em 2015 o Comitê Olímpico Internacional aprovou a substituição do slalom paralelo, que havia estreado em Sóchi 2014, pela prova do big air, tanto masculino como feminino.

## Programação
A seguir está a programação da competição para os dez eventos da modalidade.
Horário local (UTC+9).
| Data            | Horário | Evento                                           |
| --------------- | ------- | ------------------------------------------------ |
| 10 de fevereiro | 10:00   | Slopestyle masculino – qualificação              |
| 11 de fevereiro | 10:00   | Slopestyle masculino – finais                    |
| 11 de fevereiro | 13:30   | Slopestyle feminino – qualificação               |
| 12 de fevereiro | 10:00   | Slopestyle feminino – finais                     |
| 12 de fevereiro | 13:30   | Halfpipe feminino – qualificação                 |
| 13 de fevereiro | 10:00   | Halfpipe feminino – finais                       |
| 13 de fevereiro | 13:00   | Halfpipe masculino – qualificação                |
| 14 de fevereiro | 10:30   | Halfpipe masculino – finais                      |
| 15 de fevereiro | 11:00   | Snowboard cross masculino – qualificação         |
| 15 de fevereiro | 13:30   | Snowboard cross masculino – finais               |
| 16 de fevereiro | 10:00   | Snowboard cross feminino – qualificação          |
| 16 de fevereiro | 12:15   | Snowboard cross feminino – finais                |
| 19 de fevereiro | 9:30    | Big air feminino – qualificação                  |
| 21 de fevereiro | 9:30    | Big air masculino – qualificação                 |
| 22 de fevereiro | 9:30    | Big air feminino – finais                        |
| 24 de fevereiro | 9:00    | Slalom gigante paralelo feminino – qualificação  |
| 24 de fevereiro | 9:00    | Slalom gigante paralelo masculino – qualificação |
| 24 de fevereiro | 10:00   | Big air masculino – finais                       |
| 24 de fevereiro | 13:30   | Slalom gigante paralelo feminino – finais        |
| 24 de fevereiro | 13:30   | Slalom gigante paralelo masculino – finais       |

## Medalhistas
Masculino
| Evento                           | Ouro                              | Prata                         | Bronze                        |
| -------------------------------- | --------------------------------- | ----------------------------- | ----------------------------- |
| Slalom gigante paralelo detalhes | Nevin Galmarini SUI Suíça         | Lee Sang-ho KOR Coreia do Sul | Žan Košir SLO Eslovênia       |
| Halfpipe detalhes                | Shaun White USA Estados Unidos    | Ayumu Hirano JPN Japão        | Scotty James AUS Austrália    |
| Big air detalhes                 | Sébastien Toutant CAN Canadá      | Kyle Mack USA Estados Unidos  | Billy Morgan GBR Grã-Bretanha |
| Slopestyle detalhes              | Redmond Gerard USA Estados Unidos | Maxence Parrot CAN Canadá     | Mark McMorris CAN Canadá      |
| Snowboard cross detalhes         | Pierre Vaultier FRA França        | Jarryd Hughes AUS Austrália   | Regino Hernández ESP Espanha  |

Feminino
| Evento                           | Ouro                              | Prata                                      | Bronze                                  |
| -------------------------------- | --------------------------------- | ------------------------------------------ | --------------------------------------- |
| Slalom gigante paralelo detalhes | Ester Ledecká CZE República Checa | Selina Jörg GER Alemanha                   | Ramona Theresia Hofmeister GER Alemanha |
| Halfpipe detalhes                | Chloe Kim USA Estados Unidos      | Liu Jiayu CHN China                        | Arielle Gold USA Estados Unidos         |
| Big air detalhes                 | Anna Gasser AUT Áustria           | Jamie Anderson USA Estados Unidos          | Zoi Sadowski-Synnott NZL Nova Zelândia  |
| Slopestyle detalhes              | Jamie Anderson USA Estados Unidos | Laurie Blouin CAN Canadá                   | Enni Rukajärvi FIN Finlândia            |
| Snowboard cross detalhes         | Michela Moioli ITA Itália         | Julia Pereira de Sousa Mabileau FRA França | Eva Samková CZE República Checa         |

## Quadro de medalhas
| Ordem | País                | Medalha de ouro | Medalha de prata | Medalha de bronze |    | Ordem por total |
| ----- | ------------------- | --------------- | ---------------- | ----------------- | -- | --------------- |
| 1     | USA Estados Unidos  | 4               | 2                | 1                 | 7  | 1               |
| 2     | CAN Canadá          | 1               | 2                | 1                 | 4  | 2               |
| 3     | FRA França          | 1               | 1                |                   | 2  | 3               |
| 4     | CZE República Checa | 1               |                  | 1                 | 2  | 3               |
| 5     | AUT Áustria         | 1               |                  |                   | 1  | 7               |
|       | ITA Itália          | 1               |                  |                   | 1  | 7               |
|       | SUI Suíça           | 1               |                  |                   | 1  | 7               |
| 8     | GER Alemanha        |                 | 1                | 1                 | 2  | 3               |
|       | AUS Austrália       |                 | 1                | 1                 | 2  | 3               |
| 10    | CHN China           |                 | 1                |                   | 1  | 7               |
|       | KOR Coreia do Sul   |                 | 1                |                   | 1  | 7               |
|       | JPN Japão           |                 | 1                |                   | 1  | 7               |
| 13    | SLO Eslovênia       |                 |                  | 1                 | 1  | 7               |
|       | ESP Espanha         |                 |                  | 1                 | 1  | 7               |
|       | FIN Finlândia       |                 |                  | 1                 | 1  | 7               |
|       | GBR Grã-Bretanha    |                 |                  | 1                 | 1  | 7               |
|       | NZL Nova Zelândia   |                 |                  | 1                 | 1  | 7               |
| TOTAL | TOTAL               | 10              | 10               | 10                | 30 | —               |